# Tokudaia tokunoshimensis
Espèce
Statut de conservation UICN

 EN B1ab(iii,v)+2ab(iii,v) : En danger
Répartition géographique
Tokudaia tokunoshimensis est une espèce de rongeurs de la famille des Muridae endémique de l'île de Tokunoshima au Japon.

## Répartition
Ce rongeur se rencontre au Japon où il est endémique de l'île de Tokunoshima.

## Menaces
L'Union internationale pour la conservation de la nature classe cette espèce comme « en danger » sur sa liste rouge.

## Classification
Le nom valide complet (avec auteur) de ce taxon est Tokudaia tokunoshimensis Endo (d) & Tsuchiya (d), 2006,.

### Étymologie
Son épithète spécifique, composée de tokunoshim[a] et du suffixe latin -ensis, « qui vit dans, qui habite », lui a été donnée en référence à sa localité type, l'île de Tokunoshima. 

### Publication originale
- (en) Hideki Endō et Kimiyuki Tsuchiya, « A new species of Ryukyu spiny rat, Tokudaia (Muridae: Rodentia), from Tokunoshima Island, Kagoshima Prefecture, Japan », Mammal study, Tokyo, vol. 31, no 1,‎ juin 2006, p. 47-57 (ISSN 1343-4152 et 1348-6160, OCLC 36378485, DOI 10.3106/1348-6160(2006)31[47:ANSORS]2.0.CO;2, lire en ligne).